# Södermalm
Södermalm ist ein zentraler Stadtbezirk von Stockholm. Er entstand am 1. Januar 2007 durch Zusammenlegung der ehemaligen Stadtteile Maria-Gamla stan und Katarina-Sofia zu einem größeren Stadtbezirk (stadsdelsområde), der den historisch begründeten alten Stadtteilnamen Södermalm erhielt. Der Stadtbezirk wird durch die Ortsteile Gamla Stan, Riddarholmen, Långholmen, Reimersholme, Södermalm und Södra Hammarbyhamnen gebildet. Außerdem gehört die Inselgruppe Årsta holmar zum Stadtbezirk, die geografisch dem Ortsteil Årsta zugerechnet wird, der allerdings im Stadtbezirk Enskede-Årsta-Vantör liegt.
Der ehemalige Bezirk Katarina-Sofia hatte vor seiner Eingliederung in Södermalm etwa 43.000 Einwohner. Der Name des Bezirks bezog sich auf die beiden Kirchengemeinden, die hier ansässig sind. Zum Bezirk zählten die Gebiete der Insel Åsön, die östlich der Straße Götgatan liegen sowie der Stadtteil Södra Hammarbyhamnen.
Der Bezirk Maria-Gamla stan hatte vor seiner Auflösung etwa 62.000 Einwohner. Zum Bezirk gehörten die Gebiete Gamla Stan, Riddarholmen, Långholmen, Årsta holmar und Reimersholme, sowie die Bereiche der Insel Åsön, die westlich der Götgatan liegen.
Im südlichen Södermalm liegt auch das Szeneviertel SoFo.

## Ortsteile

### Riddarholmen
Riddarholmen ist eine Binneninsel im Mälaren, die westlich an Gamla Stan angrenzt. Sie bildet den flächenmäßig kleinsten Ortsteil Stockholms. In Bezug auf die Bevölkerungszahl steht Riddarholmen an zweitletzter Stelle. 2004 waren hier nur zwei Personen gemeldet. Dafür existiert eine größere Anzahl an kulturellen und administrativen Gebäuden. So befinden sich hier die Riddarholmskyrkan, das königliche Gericht mit dem Wrangelschen Palais, der Birger-Jarls-Turm und das Alte Reichsarchiv (Gamla riksarkivet).
1849 wurde August Strindberg auf Riddarholmen geboren.

### Södermalm
Södermalm, umgangssprachlich auch „Söder“ genannt, ist einer der zentralen Stadtteile Stockholms. Die größte Insel Åsön war am Beginn des 20. Jahrhunderts ein Industriegebiet mit zahlreichen Arbeitersiedlungen. Heute sind die Fabriken durch moderne Wohnhausanlagen ersetzt. Gleichzeitig aber weist Södermalm auch den größten Anteil an älteren Holzhäusern auf. Södermalm ist im letzten Jahrzehnt ein beliebtes Wohngebiet für Künstler und Intellektuelle geworden.
Zentral auf Södermalm, östlich der Götgatan, liegt der große Platz Medborgarplatsen (Bürgerplatz), umgeben vom Lillienhov-Palast aus dem Jahr 1670, dem sogenannten „Göta Arkhaus“ von 1983, der Södermalmshalle von 1992 und schließlich dem Medborgarhuset, gebaut 1936 nach dem Entwurf des Architekten Martin Westberg. Hier ist auch ein Monument aus Glas aufgestellt, das an die schwedische Außenministerin Anna Lindh erinnert, die hier am 9. September 2003, zwei Tage vor ihrer Ermordung, ihre letzte Rede hielt. Am Übergang zur „Altstadt“ (Gamla Stan) liegt als zentraler Stockholmer Verkehrsknotenpunkt von Bussen, U-Bahn und Wasserverkehr Slussen, benannt nach der Karl-Johans-Schleuse zwischen Ostsee (Saltsjö) und Mälarsee.
2010 wurde das Fotomuseum Fotografiska eröffnet. Bereits seit 1990 besteht das Straßenbahnmuseum Stockholm, seit 2005 das Spielzeugmuseum Stockholm im Stadtteil.
Södermalm ist der Hauptschauplatz der Kriminalromane von Stieg Larsson und ihrer Verfilmungen sowie der Fernsehserie Kommissar Beck.
An der Kreuzung von Folkungagatan und Götgatan liegt die 1892 erbaute und 1983 erweiterte katholische Domkirche St. Erik. Östlich der Götgatan liegt die 1877 errichtete Andreaskirche. In der Straße Peter Myndes backe, im Norden Södermalms, befindet sich vor dem Hotell Anno 1647 die Skulptur Humor. Im nördlichen Teil Södermalms befindet sich mit dem Bellmanhaus auch ein ehemaliges Wohnhaus des Dichters Carl Michael Bellman. Markant für das Nordufer Södermalms ist die historische Stomatol-Leuchtreklame sowie der Wasserturm Mosebacke.
Im Nordwesten der Insel befindet sich das Stadtviertel Mariaberget sowie die St. Maria-Magdalena-Kirche. Ein Stück am Nordufer entlang führt der für seine weite Aussicht bekannt Monteliusvägen. Vom steilen Nordufer führten an der Nordseite die Aufzüge Katarinahissen und Mariahissen auf die Uferhöhe hinab. Im Norden der Insel befindet sich die ehemalige Brauerei Münchenbryggeriet, die heute als Veranstaltungszentrum genutzt wird. Am Ostufer Södermalms befindet sich die kleine Parkanlage Mandelparken. Im Nordosten befindet sich der Aussichtspunkt Fåfängan.
Im Westen der Insel befindet sich die weithin sichtbare Högalidskirche mit ihren Zwillingstürmen. Zur nördlich vorgelagerten Insel Långholmen führt die Långholmsbron.
Im Osten ist Södermalm über die Danviksbro mit dem Vorort Nacka verbunden.

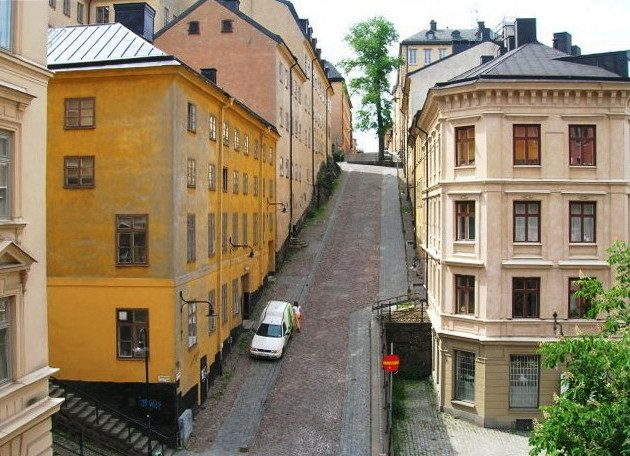
Brännkyrkagatan
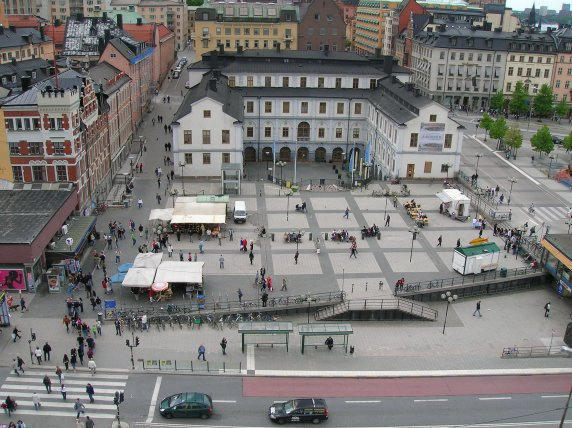
Ryssgården
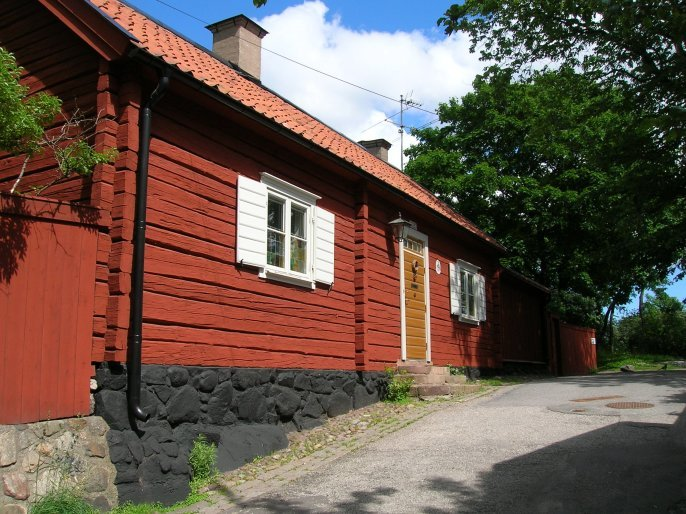
Åsögatan
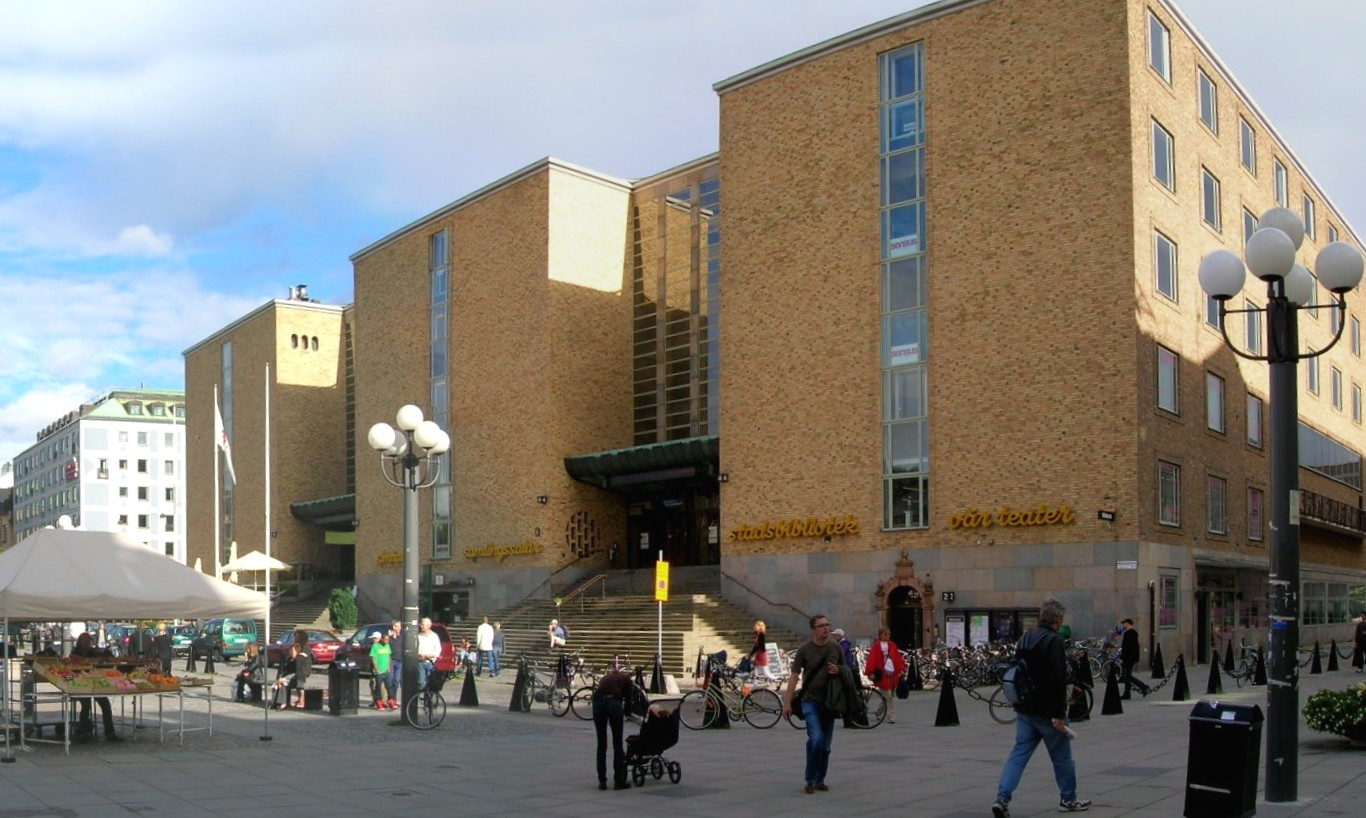
Medborgarplatsen, Medborgarhuset
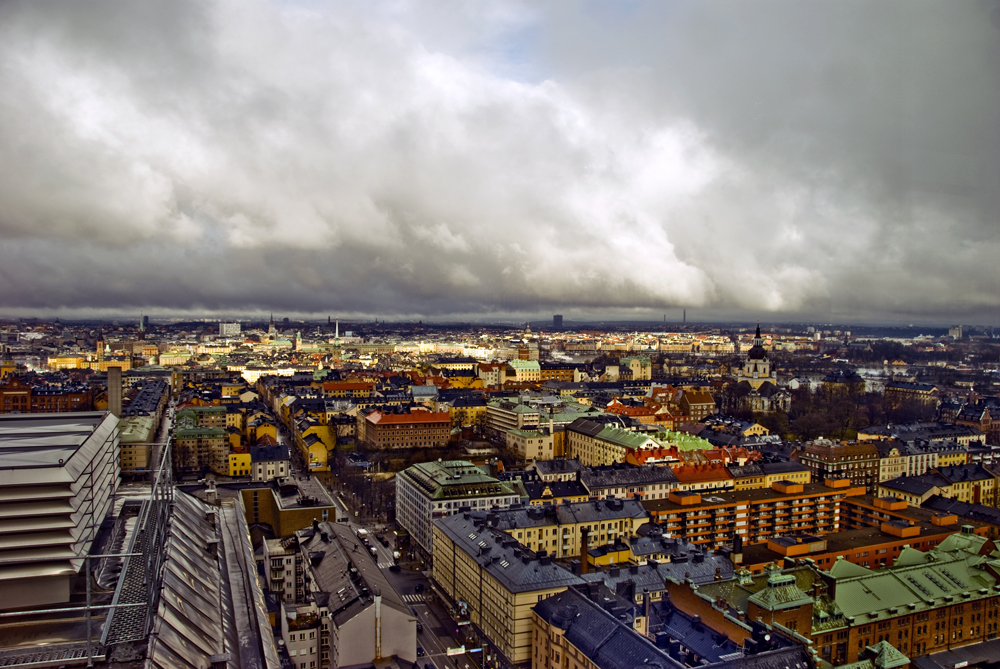
Blick über Södermalm

### Långholmen
Die kleine Insel Långholmen beherbergte ein großes Gefängnis, das 1724 entstand und erst 1978 stillgelegt wurde. Das Gefängnis wurde aber nicht abgerissen, sondern das Hauptgebäude wurde in ein Hotel und eine Jugendherberge umgewandelt. Weitere Teile der Gefängnisanlage beherbergen eine Volkshochschule und Wohnungen.

### Reimersholme
Reimersholme ist eine 16 Hektar große Insel im Westen des Stadtbezirks. Sie ist mit dem Ortsteil Södermalm durch eine 39 Meter lange und 13 Meter breite Brücke verbunden. In den 1860er Jahren wurde hier eine Wollfabrik erbaut, in der auch die Gefangenen des Gefängnisses von Långholmen arbeiteten. Die Fabrik ging 1934 in Konkurs und so wurden ab 1942 Wohnbauten errichtet.

### Södra Hammarbyhamnen
Södra Hammarbyhamnen und der Ortsteil Södermalm sind durch einen See, der durch Kanäle mit der Ostsee und dem See Mälaren verbunden ist, voneinander getrennt. Über diese Verbindung ist es möglich, mit dem Boot das meist stark befahrene Innere Stockholms zu umgehen. In den Gebieten Hammarby Sjöstad und Sickla udde entstehen seit Ende des letzten Jahrhunderts große Wohngebiete. Die Häuser haben meist acht Etagen und sind mit modernen Inneneinrichtungen ausgestattet. Als Verbindungen in die Innenstadt fungieren eine Straßenbahnlinie und verschiedene Busse.

### Årsta holmar
Die Inselgruppe Årsta holmar besteht aus drei heute unbewohnten Inseln in einer Bucht des Mälaren (Årstaviken) und ist kein eigenständiger Ortsteil. Über die Inseln führen die beiden Eisenbahnbrücken, östliche und westliche Årstabron.

## Söhne und Töchter des Stadtbezirks
- Per Kaufeldt (1902–1956), Fußballspieler, -trainer, Bandy- und Eishockeyspieler
- Greta Garbo (1905–1990), Filmschauspielerin
- Erik Asklund (1908–1980), Schriftsteller und Drehbuchautor
- Rolf Luft (1914–2007), Endokrinologe
- Brita Borg (1926–2010), Sängerin und Schauspielerin
- Bengt Anlert (1934–2018), Fußballspieler und -trainer
- Björn Anlert (1934–2018), Fußballspieler
- Lars Klinting (1948–2006), Autor und Illustrator
- Lennart Wass (* 1953), Fußballtrainer
- Stefan Sundström (* 1960), Rockmusiker, Liedermacher und Schauspieler
- Gustaf Skarsgård (* 1980), Schauspieler